# NorthPark Center
 (décembre 2023).
Si vous disposez d'ouvrages ou d'articles de référence ou si vous connaissez des sites web de qualité traitant du thème abordé ici, merci de compléter l'article en donnant les références utiles à sa vérifiabilité et en les liant à la section « Notes et références ».
Le NorthPark Center est un centre commercial situé à Dallas au Texas.

## Magasins
Le centre dispose de 235 commerces dont:
- Grands magasins
  - AMC Theatres 15
  - Barneys New York
  - Dillard's
  - Macy's
  - Neiman Marcus
  - Nordstrom

- Boutiques
  - Une petite liste de certaines boutiques au Galleria :

| - 7 for All Mankind - Anthropologie - Barneys New York - Bailey Banks & Biddle - Betsey Johnson - Billy Reid - Bottega Veneta - Burberry - CH Carolina Herrera - Cartier - Charles David - Coach - Cole Haan - Custo Barcelona - David Yurman - De Beers - Diesel | - Dooney & Bourke - Ed Hardy - Eiseman Jewels - Giorgio Armani - Hugo Boss - Intermix - Juicy Couture - Kate Spade - Kenneth Cole - Lacoste - Lancôme - Lilly Pulitzer - Max Mara - Michael Kors - Movado - Mont Blanc | - Neiman Marcus - Noka Chocolate - Oscar de la Renta - Pinto Ranch Fine Westernwear - Puma - Ralph Lauren - Roberto Cavalli - Salvatore Ferragamo - Stuart Weitzman - Ted Baker - Tiffany & Co. - Tod's - True Religion - Valentino - Wolford - Vilebrequin |